# Nirei Fukuzumi
Nirei Fukuzumi (福住仁嶺, Fukuzumi Nirei), né le 24 janvier 1997 à Tokushima, au Japon, est un pilote automobile japonais qui participe en 2021 au championnat de Super Formula avec l’écurie DoCoMo Team Dandelion Racing.

## Biographie

### Débuts en sport automobile au Japon (2014-2015)
Après avoir couru au Japon en karting, la carrière en monoplace de Nirei Fukuzumi débute en 2014, toujours dans son pays natal. Avec quatre victoires, il remporte cette année-là la JAF Formula 4, avec HFDP Racing.
Ce titre lui permet de disputer en 2015 le Championnat du Japon de Formule 3, avec la même écurie. Il se classe 4e du championnat. Fukuzumi fait également une apparition en Super GT à Suzuka.

### Le GP3 Series (2016-2017)
Soutenu par Honda, Nirei Fukuzumi arrive en Europe en 2016 et s'engage en GP3 Series avec ART Grand Prix. Ses débuts sont excellents, avec un podium dès sa première course à Barcelone. Il obtient deux autres podiums au cours de la saison, dont un lors de la dernière course à Yas Marina. Il termine 7e au classement des pilotes.
ART Grand Prix le prolonge pour la saison 2017, et il remporte sa première course en GP3 Series en brillant une nouvelle fois à Catalunya. Il obtient sa première pole position à Monza, dans une séance de qualifications annulée à cause de la pluie, mais ne peut prendre part au départ. Il remporte une deuxième course à Jerez, après s'être de nouveau élancé en pole position. Nirei Fukuzumi termine finalement 3e du championnat, derrière ses deux équipiers George Russell et Jack Aitken.

### Une année en Formule 2 (2018)

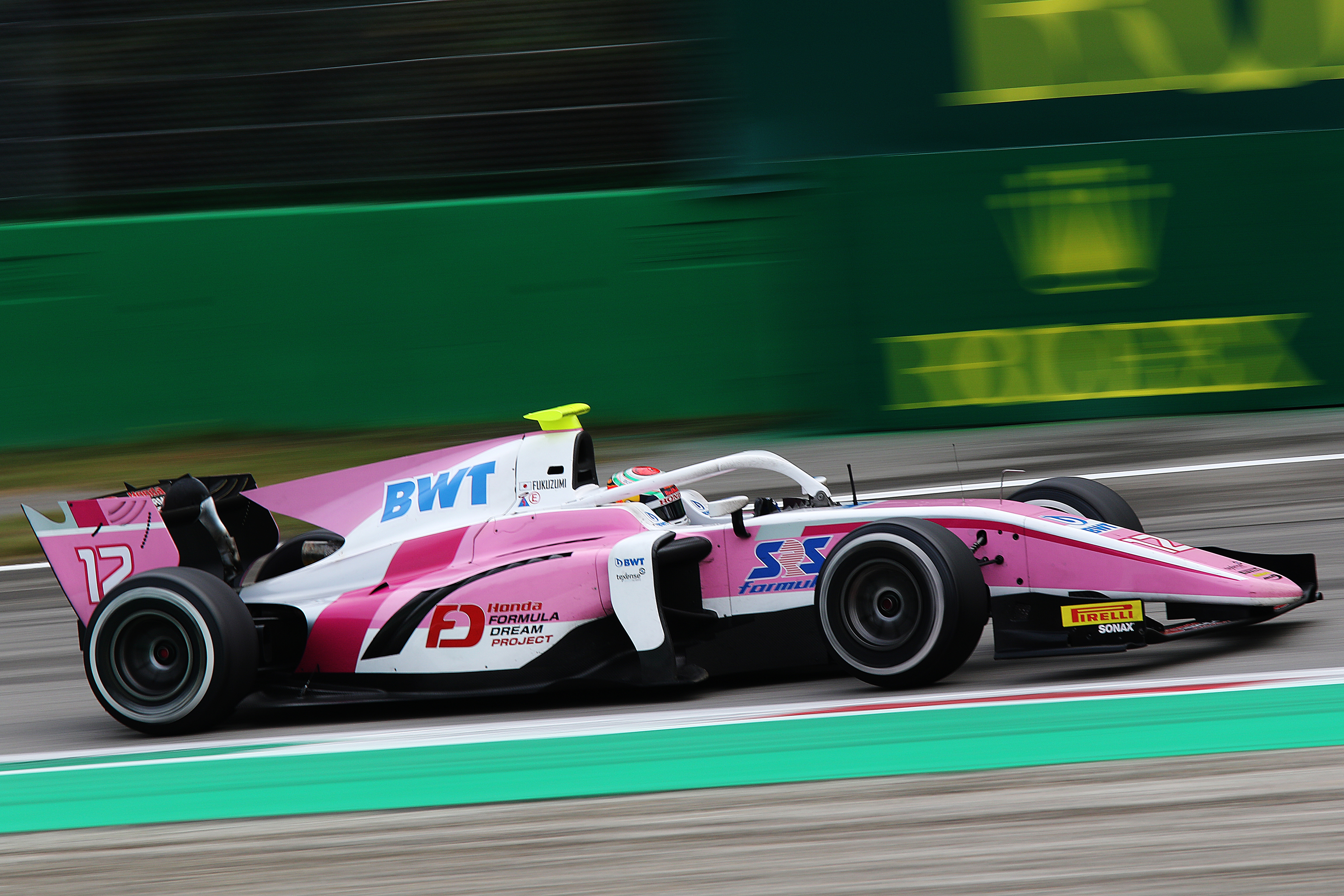
Nirei Fukuzumi en Formule 2 sur l'Autodromo Nazionale di Monza.

En fin d'année 2017, Nirei Fukuzumi effectue les tests d'après-saison de Formule 2 avec Arden International, à Yas Marina. Il rejoint officiellement l'écurie britannique pour disputer la saison 2018 de Formule 2. Avec comme meilleur résultat une sixième place obtenue à Budapest, il se classe 17e du championnat, tandis que son équipier Maximilian Günther finit 14e.
En parallèle, il retourne dans son pays natal pour prendre part à quatre courses de Super Formula, avec le Team Mugen. Il n'inscrit aucun point et se classe 20e du championnat.

### La Super Formula (depuis 2019)

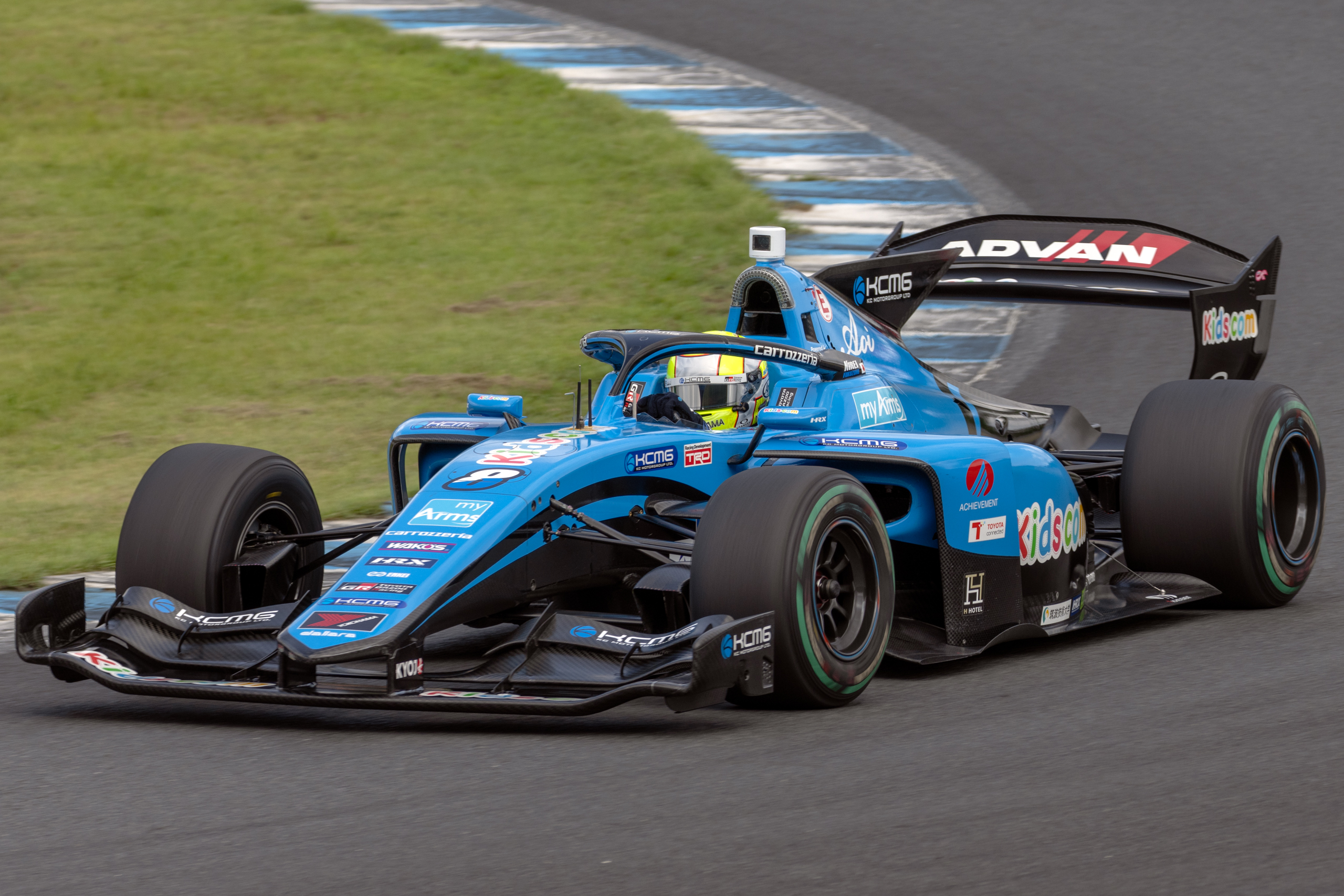
Nirei Fukuzumi en Super Formula en 2024 sur le circuit de Motegi.

Nirei Fukuzumi quitte la Formule 2 à la fin de la saison 2018 et retourne au Japon pour courir à temps plein en Super Formula, avec DoCoMo Team Dandelion Racing. Il se classe 7e du championnat avec un podium et un total de 18 points. Son programme reste inchangé en 2020, où il finit la saison 8e avec un podium et un total de 29 points. Il rempile ensuite pour une troisième saison au sein de la même écurie en 2021. Il remporte ses deux premières victoires dans la discipline à Sugo et à Suzuka. Il termine vice-champion avec deux victoires, et un autre podium décroché à Fuji et un total de 55 points.
Pour la saison 2022, il change d'écurie et rejoint l'écurie Dragon Corse. Il ne termine qu'une seule course dans le top 10 marquant 3 points er se classant 19e du championnat. L'année suivante, il rempile dans la même écurie qui se rebaptise "ThreeBond Racing", il termine la moitié des courses dans le top 10 mais ne termine qu'a la 16e place du championnat avec 9 points. En 2024, il décide de quitter le giron Toyota pour rejoindre celui de Honda et rejoint l'écurie Kids com Team KCMG aux côtés de Kamui Kobayashi.

### Le Super GT (depuis 2019)
En parallèle de la Super Formula, Fukuzumi rejoint le Super GT dans les rangs de Autobacs Racing Team Aguri aux côtés de Shinichi Takagi. Tout au long de la saison, il ne ménage pas ses efforts et est champion de Super GT300 avec une victoire, trois podiums et 69,5 points. Son programme reste inchangé en 2020 mais reçoit une promotion en Super GT500, où il fait équipe avec Tomoki Nojiri. finit la saison 8e avec 29 points. En 2021, il remporte une course en Super GT500 et termine vice-champion avec 60 points.
Il rempile pour une saison supplémentaire en 2022 toujours avec ARTA aux côtés de Hiroki Otsu . Il remporte une victoire et se classe 12e du championnat avec 24 points. En 2023, il remporte une victoire et monte trois fois sur le podium et décroche même une pole position. Alors qu'il était pourtant dans la lutte pour le titre, il tombe finalement à la quatrième place.

## Résultats en compétition automobile

### Résultats en monoplace
| Saison | Championnat                       | Écurie                       | Courses | Victoires | Pole positions | Meilleurs tours | Podiums | Points | Classement |
| ------ | --------------------------------- | ---------------------------- | ------- | --------- | -------------- | --------------- | ------- | ------ | ---------- |
| 2014   | Championnat du Japon de Formule 4 | HFDP Racing                  | 11      | 4         | 0              | 0               | 9       | 172    | Champion   |
| 2015   | Championnat du Japon de Formule 3 | HFDP Racing                  | 17      | 2         | 3              | 3               | 6       | 72     | 4e         |
| 2016   | GP3 Series                        | ART Grand Prix               | 18      | 0         | 0              | 0               | 3       | 91     | 7e         |
| 2017   | GP3 Series                        | ART Grand Prix               | 14      | 2         | 2              | 0               | 6       | 134    | 3e         |
| 2018   | Formule 2                         | BWT Arden                    | 23      | 0         | 0              | 0               | 0       | 17     | 17e        |
| 2018   | Super Formula                     | Team Mugen                   | 4       | 0         | 0              | 1               | 0       | 0      | 20e        |
| 2019   | Super Formula                     | DoCoMo Team Dandelion Racing | 7       | 0         | 0              | 0               | 1       | 18     | 7e         |
| 2020   | Super Formula                     | DoCoMo Team Dandelion Racing | 7       | 0         | 0              | 2               | 1       | 29     | 8e         |
| 2021   | Super Formula                     | DoCoMo Team Dandelion Racing | 7       | 2         | 1              | 0               | 3       | 55     | 3e         |
| 2022   | Super Formula                     | ThreeBond Dragon Corse       | 10      | 0         | 0              | 0               | 0       | 3      | 19e        |
| 2023   | Super Formula                     | ThreeBond Dragon Corse       | 9       | 0         | 0              | 0               | 0       | 9      | 16e        |
| 2024   | Super Formula                     | Kids com Team KCMG           | 9       | 0         | 2              | 0               | 2       | 62     | 6e         |
| 2025   | Super Formula                     | Kids com Team KCMG           | 8       | 0         | 0              | 0               | 1       | 28     | 10e        |

### Résultats en Super GT
| Saison | Écurie                     | Voiture               | Classe | Courses | Victoires | Poles positions | Meilleurs tours | Podiums | Points | Classement |
| ------ | -------------------------- | --------------------- | ------ | ------- | --------- | --------------- | --------------- | ------- | ------ | ---------- |
| 2019   | Autobacs Racing Team Aguri | Honda NSX GT3 Evo     | GT300  | 8       | 1         | 1               | 0               | 3       | 69,5   | Champion   |
| 2020   | Autobacs Racing Team Aguri | Honda NSX-GT          | GT500  | 8       | 1         | 3               | 2               | 3       | 54     | 5e         |
| 2021   | Autobacs Racing Team Aguri | Honda NSX-GT          | GT500  | 8       | 2         | 1               | 1               | 2       | 60     | 2e         |
| 2022   | Autobacs Racing Team Aguri | Honda NSX-GT          | GT500  | 8       | 1         | 0               | 0               | 1       | 24     | 12e        |
| 2023   | Autobacs Racing Team Aguri | Honda NSX-GT          | GT500  | 8       | 1         | 2               | 1               | 3       | 53     | 4e         |
| 2024   | TGR Team ENEOS ROOKIE      | Toyota GR Supra GT500 | GT500  | 8       | 0         | 0               | 0               | 1       | 38     | 11e        |